# Pitcairnia compostelae
Pitcairnia compostelae är en gräsväxtart som beskrevs av Mcvaugh. Pitcairnia compostelae ingår i släktet Pitcairnia och familjen Bromeliaceae. Inga underarter finns listade i Catalogue of Life.